# Cothornobata macula
Cothornobata macula är en tvåvingeart som beskrevs av Mcalpine 1998. Cothornobata macula ingår i släktet Cothornobata och familjen skridflugor. Inga underarter finns listade i Catalogue of Life.